# Imadateiella sphaerempodia
Imadateiella sphaerempodia är en urinsektsart som beskrevs av Yin 1980. Imadateiella sphaerempodia ingår i släktet Imadateiella och familjen lönntrevfotingar. Inga underarter finns listade i Catalogue of Life.